# ليكومت
ليكومت (بالفرنسية: Lecomte)‏ هو نبال فرنسي، (و. القرن 19  م).

## وصلات خارجية
- ليكومت على موقع أوليمبيديا (الإنجليزية)